# Sava di Serbia
Sava di Serbia, al secolo Rastko Nemanjić (in serbo Растко Немањић?) (Gradina, 1174 – Veliko Tărnovo, 14 gennaio 1235), è stato un arcivescovo ortodosso serbo, venerato come santo dalla chiesa ortodossa serba.
Era figlio del condottiero e fondatore dello Stato medievale serbo Stefano Nemanja e della moglie Anna e fratello del primo re serbo Stefano Prvovenčani. Fu il primo arcivescovo serbo (1219-1233) nonché una figura di spicco nel panorama politico e culturale dell'epoca. La sua figura è stata considerata così importante nella Serbia medievale che esistono più di una decina di Vite, scritte tra il 1200 e il 1350, che narrano la sua biografia.

## Biografia
Terzogenito della famiglia reale e dotato fin dall'infanzia di una buona educazione, rinunciò a 17 anni all'incarico paterno di governare la regione di Hum per rifugiarsi, nascostamente dai genitori, nel monastero russo-ortodosso di S. Panteleimon a Monte Athos, dove fu ordinato monaco con il nome di Sava, in onore di San Sava il Grande (434-532), fondatore del monachesimo palestinese. Vani furono i tentativi da parte dei suoi genitori di farlo tornare alla propria casa. Nel 1197 si trasferì nel monastero greco di Vatopedi, sempre presso Monte Athos e lì lo raggiunse il padre Stefano Nemanja. Verso la fine di quello stesso anno fu inviato dai monaci dell'Athos in missione diplomatica a Costantinopoli dove ottenne da Alessio III il permesso di tornare ad occupare il monastero abbandonato di Hilandar, cosa che Sava fece con il padre e con alcuni altri monaci nel 1198 ristrutturandolo e facendolo tornare a essere uno dei monasteri più importanti per la vita monastica serba. Il padre di San Sava fu ordinato monaco con il nome di Simeone, nome con cui più tardi fu canonizzato santo, e morì il 13 febbraio 1200.
Dopo la dipartita del padre, Sava si ritirò a vita ascetica nel monastero di Kareya, da lui stesso costruito alla fine del Duecento. Lì scrisse i tipici di Kareya, regole monastiche in lingua serba che dovevano servire a dirigere sia il nuovo monastero che quello di Hilandar. In quegli stessi anni fu ordinato sacerdote e, poco tempo dopo, archimandrita dai tre vescovi della regione.
I riflessi politici della caduta di Costantinopoli nel 1204 si fecero risentire anche nelle comunità di Monte Athos, destabilizzandole: in tale clima Sava decise nel 1208 di abbandonare quel luogo e di rifugiarsi nel monastero di Studenica, costruito nel 1190 dal padre, diventandone egumeno.
In seguito alle divergenze religiose intercorse con il proprio fratello, che diventato re aveva sposato una nobile veneziana e si era avvicinato alla Chiesa di Roma, Sava fu costretto ad abbandonare Studenica per tornare nel 1216 a rifugiarsi a Monte Athos, da dove si mosse per Nicea nel 1219, per essere consacrato in quella che era allora diventata la capitale dell'Impero bizantino, arcivescovo di Serbia dall'imperatore Teodoro I: da quel momento venne a formarsi la Chiesa ortodossa serba che, a seguito dell'elevazione di Saba sul soglio arcivescovile, si distaccò, non senza provocare attriti, da quella bulgara.
Di ritorno da Nicea, decise di stabilire la sede del proprio arcivescovado nel monastero di Žiča, di cui lui stesso aveva promosso la costruzione pochi anni prima.
Appena insediatosi convocò un concilio nel quale condannò le tesi dell'eresia bogomila, che in quegli anni si stava espandendo nelle campagne serbe dopo aver coinvolto gran parte dell'Impero bizantino.
Successivamente, insieme al fratello Prvovenčani, si impegnò in un'opera di riavvicinamento alla Chiesa romana dalla quale ottenne, nel 1221, il beneplacito all'elezione del fratello come primo Re di Serbia. Forte del consenso politico di papa Onorio III, Sava convocò un nuovo concilio per l'elezione del Re dei Serbi che si concluse appunto con l'incoronazione da parte dell'arcivescovo di Stefano.
Al ritorno da un viaggio apostolico a Gerusalemme, dove si era recato per cogliere ulteriori appoggi alla nuova chiesa formatasi, assistette impotente alla sconfitta serba nella battaglia di Filippopoli nel marzo 1230 da parte delle truppe bulgare. La Bulgaria divenne stato egemone dei Balcani e la Chiesa ortodossa serba tornò "di fatto" a far parte di quella bulgara. Nel 1233 Sava rinunciò alla propria carica di arcivescovo, eleggendo a proprio successore il discepolo Arsenio I (1234-1267).
Poco tempo dopo il santo intraprese una lunga missione diplomatica per conto del re bulgaro Ivan II Asen, per Gerusalemme, Alessandria d'Egitto, Antiochia, Costantinopoli, visitando inoltre i monaci eremiti della Tebaide, affinché i patriarchi di queste città dessero il consenso alla ricostituzione del patriarcato bulgaro di Turnovo (che venne restaurato nel 1235).
Al ritorno dall'estenuante viaggio partecipò a una cerimonia religiosa nella stessa Turnovo, capitale della Bulgaria fino al 1393. Qui, durante il rito della Benedizione delle Acque, si ammalò di polmonite, morendo nella notte fra il 13 e il 14 gennaio 1235. Le sue ossa furono successivamente spostate nel monastero di Mileševa, situato nella Serbia meridionale, e 360 anni dopo, durante l'invasione Ottomana, furono bruciate dai turchi nella piazza principale di Belgrado, ove oggi sorge la chiesa dedicata a suo nome, progettata nel 1939 e diventata, nel 2004, la più grande chiesa ortodossa del mondo.

## Culto
San Sava è considerato dagli storici il fondatore dell'autocefala Chiesa ortodossa serba e per questo motivo è detto "ὁ φωστὴρ τῆς Σερβίας" (gr. l'illuminatore della Serbia) e viene pure celebrato come santo patrono dell'istruzione e della medicina.
La sua festa è celebrata il 14 gennaio secondo il calendario giuliano, quindi il 27 gennaio secondo il calendario civile attuale.